# Panini (gramatyk)
Panini (sanskryt पाणिनि, trl. Pāṇini) (V wiek p.n.e.) – gramatyk indyjski, który stworzył pierwszą gramatykę sanskrytu, złożoną z 3959 reguł – Aṣṭādhyāyī („Ośmioksiąg”). Było to zarazem pierwsze opracowanie gramatyki na świecie. Pāṇini uważany jest za prekursora językoznawstwa formalnego. Jego dzieło jest wciąż podstawą studiów nad sanskrytem.
Indyjska legenda powiada, że gdy Panini studiował gramatykę, ukazał się mu bóg Maheśwara (Śiwa), który uderzył 14 razy w bęben zwany mridanga. Dźwięki te ułożyły się w zestaw głosek sanskrytu w postaci 14 reguł zwanych śiva-sūtrāṇi.
Najsłynniejszym komentatorem dzieła Paniniego jest Patańdźali, który napisał Mahābhāṣya „Wielki komentarz [do Paniniego]” w II w. p.n.e..